# یادوونیکی موکره
یادوونگکی موکره (به لاتین: Jadowniki Mokre) یک روستا در لهستان است که در گمینا ویتژخوویتسه واقع شده‌است. یادوونگکی موکره ۸۶۰ نفر جمعیت دارد.